# Lévignac
Lévignac – miejscowość i gmina we Francji, w regionie Oksytania, w departamencie Górna Garonna.
Według danych na rok 1990 gminę zamieszkiwało 1400 osób, a gęstość zaludnienia wynosiła 115 osób/km² (wśród 3020 gmin regionu Midi-Pireneje Lévignac plasuje się na 252. miejscu pod względem liczby ludności, natomiast pod względem powierzchni na miejscu 940.).